# Il mondo di Sofia
Il mondo di Sofia (titolo originale Sofies verden), sottotitolato Romanzo sulla storia della filosofia (Roman om filosofiens historie) è un romanzo filosofico scritto da Jostein Gaarder e pubblicato nel 1991. È sia un romanzo sia un breve trattato sulla storia della filosofia.

## Trama

### Il giardino dell'Eden
Sofia Amundsen, una ragazza di 15 anni, un giorno riceve delle lettere anonime in cui ci sono domande tipo:
- Chi sei?
- Da dove viene il mondo?

Nonostante si sforzi Sofia non riesce a trovare risposta a queste insolite domande e si chiede chi abbia scritto quelle lettere. Sofia riceve anche una cartolina da un maggiore dell'ONU in Libano, Albert Knag, in cui questi fa gli auguri di compleanno a sua figlia Hilde Moller Knag, mandando però la cartolina a Sofia. Così Sofia deve risolvere due misteri: scoprire chi è il misterioso filosofo e perché quel maggiore manda a lei le cartoline mentre le dovrebbe mandare a Hilde.

### Il cappello a cilindro
Poco dopo Sofia riceve un'altra lettera che spiega che cos'è la filosofia. Finita la lettura, Sofia è sconvolta. Quando sua madre torna dal lavoro, Sofia le chiede se a lei non sembri strano il fatto di vivere, se non le sembri strano il mondo e le parla anche del coniglio bianco dell'universo citato dal misterioso filosofo nella lettera. La madre, sentendo la figlia fare questi discorsi strani, si preoccupa e le chiede se abbia mai fatto uso di droghe.

### I miti
Il misterioso filosofo spiega a Sofia come gli uomini abbiano tentato di rispondere alle domande filosofiche attraverso i miti. Ovviamente, essendo l'autore del romanzo un norvegese, il misterioso filosofo spiega a Sofia la mitologia nordica.

### I filosofi della natura
Sofia riceve un'altra lettera dal misterioso filosofo che tratta dei filosofi della natura e quindi di Talete, Anassimandro, Parmenide, Anassagora, Empedocle e altri. Vengono affrontati in modo sintetico i vari problemi della filosofia presocratica, dall'archè al divenire. Al termine della lettura, Sofia, dopo una riflessione, giunge alla conclusione che la filosofia non è qualcosa che si impara: ciò che si impara è invece come pensare filosoficamente.

### Democrito
Sofia riceve un'altra lettera da Alberto che tratta di Democrito, il filosofo che, precorrendo i tempi, ha ipotizzato che la materia fosse fatta di atomi. Alberto nella lettera paragona gli atomi ai LEGO perché hanno in comune molte cose: sono eterni, indivisibili e con essi è possibile costruire ogni cosa.

### Il destino
Sofia riceve un'altra lettera di Alberto che tratta del destino. Alberto quindi le parla dell'oracolo di Delfi e della Pizia, la sacerdotessa per mezzo della quale il dio Apollo rivelava il destino.

### Socrate
Sofia riceve ancora un'altra lettera da Alberto che tratta di Socrate, il famoso filosofo che affermava che la persona più saggia è quella che sa di non sapere. Alberto afferma che Socrate e Gesù erano simili. Sofia scopre che il filosofo si chiama Alberto Knox perché la lettera è firmata. La lettera era corredata di una videocassetta. 
La mette nel videoregistratore e guarda il filmato. Appare Alberto che si trova nell'acropoli di Atene. Attorno a lui ci sono molti turisti tra cui uno che ha un cartello in cui c'è scritto Hilde. Alberto le parla dell'acropoli poi succede qualcosa di incredibile: l'acropoli ritorna com'era nel IV secolo a.C., il filosofo è vestito come un greco antico e si mette a parlare con Platone! Platone pone a Sofia quattro domande. Finisce qui il video.

### Platone
Sofia risolve, riflettendoci, i quesiti postile da Platone. Nel suo nascondiglio segreto (il Covo) il cane di Alberto, Hermes, le ha portato una lettera che parla di Platone e della sua «dottrina delle idee».

### La casetta del Maggiore
Finito di leggere Platone Sofia si avventura verso il bosco per cercare la casa di Alberto: arriva così alla «Casetta del Maggiore». La casa è vuota ma Sofia capisce che è la casa del filosofo. Trova un portafoglio appartenuto a Hilde e nota due quadri, uno chiamato Bjerkely e l'altro Berkeley. Scopre anche uno specchio magico e nota sul tavolo una lettera per lei. Il filosofo sta per arrivare, Sofia prende la busta e scappa.

### Aristotele
Sofia manda una lettera a Alberto per scusarsi di essere entrata a casa sua come una ladra. Intanto inizia a rispondere alle domande contenute nelle buste. Dopo di che riceve una lettera di Alberto su Aristotele, il padre della logica formale.

### L'ellenismo
Sofia trova una cartolina diretta a Hilde, proveniente dal padre di lei, e si accorge che è datata 15 giugno 1990, cioè un mese dopo, il giorno del compleanno suo e, a quanto scopre, anche di Hilde. A scuola, si trova a dover svolgere un tema in classe di religione, senza aver studiato, e scrive ciò che ha imparato dalla filosofia. L'insegnante rimane in dubbio su come valutarla, ma alla fine decide di darle un buon voto.

### Le cartoline
Sofia e Jorunn fanno un'escursione in tenda vicino alla Casetta del Maggiore, e Sofia ne approfitta per ritornarvi insieme all'amica. Là trova varie cartoline indirizzate a Hilde, che prende, insieme a uno specchio.

### Due aree culturali
Sofia riceve da Alberto, e legge, una busta che racconta delle origini della nostra civiltà, a partire dalla matrice indoeuropea (politeista, con una visione ciclica del tempo) e semitica (monoteista, con una visione finalistica della storia), con il passaggio dell'Europa dalle origini indoeuropee al Cristianesimo (originatosi in area semita).

### Il Medioevo
Dopo una settimana di intervallo, Sofia riceve un'altra cartolina diretta ad Hilde, ed Alberto le telefona, dandole appuntamento dal vivo la notte seguente, alle quattro, in una chiesa. Per riuscire ad andarci, fa credere alla madre di essere a dormire da Jorunn.
Entrata nella chiesa, trova Alberto vestito da frate, che le parla del medioevo europeo (in particolare riferendosi ad Agostino d'Ippona e Tommaso d'Aquino) paragonando le ore ai secoli: iniziano alle quattro, che simboleggiano il IV secolo, per finire a mezzogiorno, la fine del medioevo.
Verso la fine, Alberto accenna a Ildegarda di Bingen, monaca del XII secolo, della Sophia come lato femminile di Dio (che apparve un giorno a Ildegarda di Bingen in sogno), e di un Alberto Magno insegnante di Tommaso d'Aquino. Sofia sospetta un collegamento con quanto le accade.

### Il Rinascimento
Sofia tornò a casa all'una dalla sua amica Jorunn, che le comunica che la madre aveva telefonato e le aveva detto che Sofia era andata in edicola. Sofia riceve un invito da parte di Alberto. Ermes la aspetta davanti a casa sua e L'accompagna a casa di Alberto, al cui ingresso trova un'altra cartolina indirizzata a Hilde, in cui il padre si dispiace del fatto che lei abbia perso il suo ciondolo d'oro. Entrata nella casa, piena di mobili e oggetti antichi, Alberto inizia a parlarle di filosofia, del Rinascimento: la nuova concezione dell'uomo e l'origine del metodo scientifico. Uscendo, Alberto chiama Sofia Hilde, a suo dire per errore.

### Il Barocco
Sofia racconta infine alla madre, di Alberto e della filosofia, anche se non in dettaglio e non le parla degli aspetti più strani della vicenda. Dopo aver trovato altre due cartoline, una a scuola in un libro e l'altra per strada, Sofia torna nella casa di Alberto, che le racconta del successivo periodo, il Barocco.

### Cartesio
Alberto Knox parla a Sofia di Cartesio e poi la fa dialogare con il programma di un computer, un esempio di intelligenza artificiale. Ma ancora una volta l'onnipresente maggiore appare sullo schermo del computer per mandare gli auguri di buon compleanno a Hilde. Alberto, dopo aver cancellato dal disco rigido i file "knag", spegne il computer inferocito.

### Spinoza
La spiegazione di Alberto continua con Spinoza. Poco prima di uscire per tornare a casa, Sofia prende una banana, ma trova scritto all'interno della buccia un altro augurio per Hilde.

### Locke
La madre di Sofia, arrabbiata, pretende di conoscere Alberto; Sofia risolve parzialmente mostrandole la videocassetta che le aveva mandato da Atene, e lei nota che somiglia al maggiore che, più di quindici anni prima, abitava nella casetta nel bosco. Due settimane dopo Sofia torna da Alberto, accompagnata dal cane Ermes che le sembra parlare augurando ancora una volta buon compleanno a Hilde. Alberto inizia poi a parlarle di John Locke.

### Hume
Sofia vorrebbe sentire prima Berkeley ma Alberto dice che parlerà prima di Hume, filosofo empirista scettico che afferma che non dobbiamo trarre conclusioni affrettate sui rapporti causa-effetto e che se commettiamo un'opera buona è merito dei sentimenti e non della ragione che ci suggerisce di fare solo quello che conviene a me (infatti, diceva Hume, non è in contrasto con la ragione preferire la rovina del mondo al graffiarsi un dito).

### Berkeley
Studiando la filosofia di George Berkeley, Sofia scopre insieme ad Alberto che loro non sono altro che personaggi di un libro scritto dal maggiore come regalo di compleanno per la figlia Hilde. Poiché il maggiore è lo scrittore, nel loro mondo è praticamente un Dio onnipotente. Sofia torna a casa in lacrime, perché ha scoperto di non essere reale ma di condurre la propria esistenza in un libro.

### Bjerkely
Hilde Moller Knag si sveglia la mattina del 15 giugno, il giorno del suo compleanno. Appena sveglia vede sul comodino il regalo di suo padre Albert Knag, un libro intitolato Il mondo di Sofia. Esso è un romanzo filosofico che il padre le ha scritto per insegnarle la filosofia. Mentre lo legge nota con sorpresa che il padre ha inserito nel racconto molti auguri di compleanno facendoli avere a Sofia. Tanto è bello il libro che Hilde si scorda di andare a messa. Alla fine quando arriva al punto in cui Sofia trova la sua collana Hilde arriva a pensare che Sofia esiste veramente.

### L'Illuminismo
Hilde continua la lettura e arriva fino al punto in cui Sofia scopre di non esistere. Dopo di che continua la lettura con Sofia che riceve la pagella (con tutti 8) e si incontra con Alberto nella casetta del maggiore. Qui Alberto le rivela che sta progettando un piano per uscire dal libro ma non le può dire nulla di più perché sono sorvegliati dal Maggiore Knag. Poi inizia a parlare dell'Illuminismo. Ad un tratto un serpente marino esce dal laghetto e Sofia e Alberto impauriti entrano nella casetta. Qui trovano una lettera del maggiore che dice che Alberto si era scordato di accennare al motto Libertà, Uguaglianza e Fraternità.

### Kant
Hilde smette di leggere e passa la serata a festeggiare il compleanno. A mezzanotte riceve la telefonata di suo padre che le anticipa che nel capitolo su Kant ci sarebbe stato un ultimo augurio in musica. Dopo di che Hilde riprende a leggere.
Alberto parla a Sofia di Immanuel Kant e delle sue opere fondamentali, Critica della ragion pura e Critica della ragion pratica, sempre in modo molto sintetico (il terzo capolavoro di Kant, Critica del Giudizio, verrà appena menzionato nel capitolo sul romanticismo). Alla fine della spiegazione le consiglia di non credere a quello che vede perché cose incredibili come il serpente marino o il messaggio-banana sono solo trucchi del maggiore. Il maggiore può far percepire con i sensi tutto quello che vuole ma 7+5 fa sempre 12 e quindi bisogna fare affidamento sulla ragione. Dopo di che i due cantano tanti auguri a te a Hilde. Sulla strada del ritorno Sofia incontra Winnie the Pooh che le consegna una lettera per Hilde.

### Il Romanticismo
Sofia continua il suo percorso storico-filosofico con la corrente del Romanticismo, nata in Germania nel XVIII secolo che presenta analogie con il mondo degli Hippies e figli dei fiori degli anni '60. La vita dell'essere umano torna ad essere un tutt'uno con la vita della natura, scompare la distinzione tra la razionalità e i sensi e si cerca di vivere cercando di scoprire l'esistenza dell'uomo all'interno dell'uomo stesso.
Al termine della spiegazione appare Aladino che fa uscire dalla lampada Albert Knag in forma di genio che coglie di nuovo l'occasione per fare gli auguri a Hilde. Alberto e Sofia ottengono la conferma che sono veramente personaggi di un libro e, arrabbiati per il modo con cui vengono trattati dal maggiore, chiedono a Hilde di fare qualche scherzetto al padre per vendicarli. Alberto e Sofia giungono alla conclusione che sono solo delle impotenti ombre cinesi e che anche Albert Knag e Hilde potrebbero essere personaggi di un libro. In questo caso Alberto e Sofia starebbero in un libro nel libro.

### Hegel
Alberto parla a Sofia di Hegel e del suo sistema dialettico. Hilde viene convinta dai due a fare uno scherzetto al padre quando tornerà dal Libano.

### Kierkegaard
Alberto parla a Sofia di Kierkegaard, il precursore dell'esistenzialismo.

### Marx
Sofia, attraversando il bosco per arrivare alla casetta del maggiore, incontra la piccola fiammiferaia e Ebenezer Scrooge. Sofia, impietosita per le condizioni della piccola fiammiferaia, chiede a Ebenezer se può mantenerla ma lui risponde che sarebbe uno spreco di denaro. Allora la piccola fiammiferaia professatasi comunista incendia l'erba. Giunta alla casetta Alberto le racconta di Karl Marx e del comunismo che si oppone al capitalismo.

### Darwin
Alberto parla di Charles Darwin, il "padre" dell'evoluzionismo.

### Freud
Alberto parla di Freud, il "padre" della psicanalisi. Ancora una volta il maggiore fa apparire nel libro dei personaggi fantastici, in questo caso la Banda Disney.

### Il nostro tempo
Sofia riceve una telefonata da Alberto che la invita a bere un caffè in un bar. Sofia quindi arriva all'appuntamento e trova Alberto che le parla di Sartre e dell'esistenzialismo ma anche della New Age e dei libri che parlano di Ufo e fantasmi e poteri paranormali. Dopo di che Alberto fa vedere a Sofia su uno scaffale di una libreria un "corvo bianco": il suo libro scritto dal maggiore.

### La festa in giardino
Sofia e Alberto si salutano. Sofia torna a casa e si prepara per la sua festa di compleanno. Per colpa del maggiore però tutto va a rotoli e succede un disastro: ragazzi impazziti che si lanciano le torte in faccia, Jorunn che fa l'amore sull'erba con Jorgen e rimane incinta, altri ragazzi che guidano la mercedes dell'agente di cambio, il padre di Jorunn, e la fanno schiantare contro un melo. Approfittando del caos Sofia e Alberto si dileguano. Il libro scritto dal maggiore si conclude qui.

### Contrappunto
Hilde dopo aver letto il libro si chiede se Sofia e Alberto siano riusciti a scappare dal libro.
La risposta è sì: Sofia e Alberto riescono a fuggire dal libro ma nel mondo reale sono fantasmi: solo altre persone fuggite dai libri li possono vedere e sentire. Sofia e Alberto si mettono in viaggio per andare a casa di Hilde, mentre Hilde decide di fare uno scherzetto al padre. Il maggiore infatti lungo la via del ritorno a casa trova numerosi biglietti da Hilde che gli dicono cosa deve fare e lui si sente manovrato da Hilde esattamente come Alberto e Sofia si sentivano manovrati da lui.
Sofia e Alberto, dopo aver conosciuto altri personaggi dei libri in un bosco vicino a un motel, arrivano a casa di Hilde che sta aspettando il padre al molo. Sofia tenta di comunicare con Hilde, ma Hilde sente solo la sensazione che c'è qualcuno. Poco dopo arriva il maggiore che abbraccia la figlia e la moglie e inizia a parlare a Hilde del Big Bang.

### Il Big Bang
Mentre il Maggiore spiega a Hilde il Big Bang, Sofia sale sulla barca. E Hilde, che ha intuito che Sofia e Alberto sono lì anche se in spirito (e Alberto stupendosi ha detto che forse è sensitiva), dice "La barca a remi sta andando alla deriva!", il padre: "Uno di noi due deve buttarsi in acqua", infine Hilde: "Facciamolo tutti e due, papà".

## Personaggi principali
- Sofia Amundsen: Sofia è nata il 15 giugno 1975, lo stesso giorno di Hilde. Ama molto gli animali; infatti ha un gatto (Sherekan), dei pesciolini, una tartaruga e una cocorita. È una creazione dello scrittore Albert Knag per insegnare la filosofia a sua figlia Hilde. Tuttavia grazie alla filosofia, insegnatale da Alberto Knox, riesce alla fine a fuggire dal libro e a conquistare la libertà. La sua migliore amica è Jorunn. È estremamente individualista e matura per la sua età.
- Alberto Knox: Alberto è l'insegnante di filosofia di Sofia. È stato creato dal maggiore per insegnare la filosofia a sua figlia Hilde. Alberto si prende cura di Sofia, le insegna la filosofia ed è lui ad organizzare la fuga dal libro. Crede fermamente nella ragione e usa la sua mente per controllare situazioni di cui non ha il controllo. Capisce che lui e Sofia non sono altro che pensieri nella mente del maggiore e decide di utilizzare l'inconscio del maggiore per scappare.
- Hilde Mǿller Knag: la figlia di Albert Knag. Hilde assomiglia molto a Sofia; come lei è affascinata dalla filosofia e ha un padre che si assenta spesso per lavoro. Prova compassione per Sofia e Alberto, anche se sembrano essere personaggi fittizi, e crede che essi esistano veramente. A quindici anni crede ancora nella natura misteriosa della vita e nei misteri inspiegabili che ci circondano al punto da credere in qualcosa di apparentemente impossibile; alla fine si scopre che Hilde ha ragione — Sofia e Alberto "esistono" in qualche strano modo. Hilde rappresenta quelle persone che credono in quello che sente essere vero nonostante gli altri la pensino diversamente. Hilde rappresenta il lettore ideale del libro di Gaarder.
- Albert Knag: Maggiore dell'ONU e padre di Hilde, nonché autore della storia di Sofia e Alberto, concepita come regalo di compleanno per la figlia.

## Temi

### L'importanza della filosofia
Il mondo di Sofia è sia un romanzo sia un breve trattato sulla storia della filosofia; anche per questo la filosofia è il tema unificatore del libro. La filosofia viene presentata non come semplice esercizio esoterico praticato da gente che non aveva altro da fare ma come qualcosa di necessario per l'esistenza umana. Sofia e Alberto hanno bisogno della filosofia per comprendere il loro mondo. Ma la loro situazione è diversa da quella del lettore. A differenza del lettore, dopo una complessa ricerca filosofica, scoprono da dove viene il loro mondo: il loro mondo è una creazione di Albert Knag. Ma il fatto che, a differenza di Sofia e Alberto, non sappiamo rispondere alla domanda "Da dove viene il mondo?" non vuol dire che non ce la dobbiamo porre. Infatti, come afferma Gaarder nel romanzo, un vero filosofo non smette mai di fare domande.
Alberto tenta di far capire a Sofia come sia fantastico vivere. Secondo lui è il fatto che ci poniamo domande filosofiche e tentiamo di dare una risposta a esse che ci rende umani. Perché siamo qui, come vivere una buona vita, e tutte le altre domande filosofiche sono, secondo Gaarder, le domande più importanti che ci possiamo porre. Anche se non ci renderà la vita più semplice o non sarà facile rispondere a queste domande, la filosofia suscita in noi meraviglia e stupore per la stranezza del mondo e della nostra esistenza. 
(da Maya dello stesso autore).

### La libertà è solo un'illusione
Uno dei temi principali del romanzo è quello della libertà. Sofia e Alberto scoprono che la loro esistenza è dovuta all'immaginazione di Albert Knag. Fino a quel punto Sofia credeva di essere un essere libero e autonomo. Quando però Alberto le spiega la filosofia di Berkeley diventa chiaro che non sono veramente liberi perché vivono le loro esistenze in un libro e non sono quindi loro a decidere come comportarsi ma è lo scrittore a farlo. Comunque nonostante questo hanno una piccola autonomia dallo scrittore perché alla fine Sofia e Alberto riescono a trovare un modo per scappare dal libro e a conquistare la libertà.
Ma Albert Knag è veramente libero? Nel capitolo "Il romanticismo" viene suggerito che anche lui e Hilde potrebbero vivere la loro esistenza in un libro. Dunque forse anche lui potrebbe non essere libero ma sottomesso a uno scrittore che ha deciso di scrivere un libro sul maggiore dell'ONU Albert Knag che scrive il romanzo "Il mondo di Sofia" (i cui protagonisti sono Sofia e Alberto) per insegnare a sua figlia Hilde la filosofia. Il cosiddetto tema della "storia nella storia" è riconducibile al romanzo fantastico di Michael Ende, La storia infinita.

### Simboli

#### Un libro nel libro
Il mondo di Sofia è un libro nel libro o metaromanzo. Gaarder ricorda costantemente al lettore che sta leggendo un libro su dei personaggi che stanno in un libro che un personaggio del libro (Hilde) sta leggendo. Alberto insegna a Sofia la filosofia ma in realtà le lezioni non sono per Sofia ma per Hilde. Il lettore comprende poi che le lezioni non sono per i personaggi immaginari del romanzo ma per lui.

#### Sogni
Il mondo di Sofia contiene molti sogni, alcuni dei quali non sono facilmente distinguibili dalla realtà. Sofia, dopo aver raccolto la croce d'oro di Hilde in un sogno, una volta svegliatasi la trova nella realtà sotto il guanciale. Certamente, considerato che i sogni di Sofia vengono orchestrati dal padre di Hilde, questo non sembra strano. Tuttavia il fatto che poi Hilde non riesca più a trovare la croce d'oro che Sofia ha raccolto nel sogno suggerisce che qualcosa di strano accade.
Hilde sogna che Sofia tenta di parlarle prima dell'arrivo di suo padre e alla fine del romanzo accade proprio questo. In questo caso il sogno è stato profetico. Tuttavia il ruolo dei sogni nel romanzo è più importante di quanto sembri: non hanno solo un ruolo profetico ma ci fanno riflettere sulle nostre possibilità di comprendere il mondo.

## Impatto

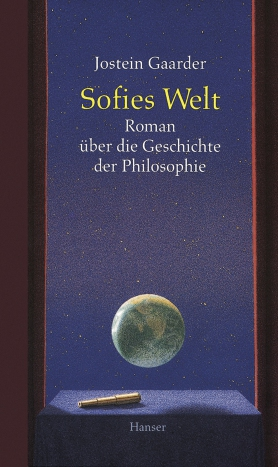
Titolo dell'edizione tedesca.

Il romanzo, pubblicato in Norvegia nel 1991, ha riscosso molto successo. Il romanzo ha ricevuto il Premio della Critica Norvegese ed è entrato nella classifica dei best seller in Danimarca, Svezia, Germania e in Italia (dove ha vinto anche il premio bancarellino nel 1995). Molti giornali europei hanno fatto recensioni positive: il Der Spiegel scrive Il mondo di Sofia di Jostein Gaarder è un successo letterario mai visto dopo quello de Il nome della rosa di Umberto Eco; il Frankfurter Allgemeine Zeitung scrive 600 pagine scritte con uno stile limpido e pieno d'humour... Jostein Gaarder siede sul trono dell'Illuminismo europeo.. Secondo un sondaggio del 2003 della BBC il libro è 175° nella classifica dei libri più amati dagli inglesi.

### Il film
A causa del successo del romanzo si pensò di produrre una versione cinematografica. Il 30 gennaio 1995 venne trasmesso sul canale inglese BBC Two all'interno del programma The Late Show una versione per la TV. Quattro anni dopo, nel 1999, il regista norvegese Erik Gustavson realizzò il film Il mondo di Sophie. Questo film però è uscito solo in Norvegia. Esiste comunque la versione tedesca, Sofies Welt, che è disponibile in DVD. Il film è stato trasmesso anche in Australia sotto forma di miniserie in otto parti.
La trama del film è simile a quella del libro: Sofia Amundsen un giorno riceve delle lettere misteriose che contengono domande filosofiche a cui non riesce a dare risposta. In seguito conosce il misterioso filosofo che le mandava quelle lettere, Alberto Knox, che inizia a insegnarle filosofia. Sofia scopre studiando Berkeley che loro non esistono ma vivono le loro esistenze in un libro scritto dal maggiore Albert Knag per insegnare a sua figlia Hilde la filosofia. Sofia e Alberto, finito il corso di filosofia, riescono a scappare dal libro e si ritrovano nel mondo reale dove però sono una specie di fantasmi che non possono essere visti e sentiti da nessuno.
Essendo un film di sole due ore molti filosofi sono stati tagliati e la storia della filosofia viene spiegata in maniera molto meno dettagliata che nel libro. Inoltre il film è più fantasy del libro, infatti avvengono molti avvenimenti fantastici (la metamorfosi di Alberto, Sofia e Alberto che attraversando una breccia giungono nel rinascimento ecc.). La pellicola è stata la più costosa del panorama cinematografico norvegese.

### Il videogioco
Nel 1998 è uscito anche la versione videoludica per PC prodotta da Learn Technologies. Nel gioco il giocatore non interpreta Sofia, bensì un'altra persona. Il giocatore può scegliere all'inizio del gioco il nome del protagonista. Il gioco è in parte videogioco in parte enciclopedia. Infatti oltre a proseguire nell'avventura risolvendo enigmi e quesiti filosofici è possibile consultare anche una specie di enciclopedia che spiega i vari filosofi e i vari periodi storici dai filosofi della natura al XX secolo. È possibile inoltre interagire con i vari personaggi come Sofia e il maggiore Knag che mandano al giocatore delle lettere ma anche con Alberto che pone al giocatore alcuni quesiti filosofici. I livelli di gioco sono 20.
Esiste inoltre un gioco da tavolo sul mondo di Sofia.

### Il sito
Nel 2002 a opera dei filosofi Antonio Martuscelli e Luigi Orlotti viene creato il sito di divulgazione filosofica dedicato allo spirito del romanzo di Jostein Gaarder (Il mondo di Sofia - Home). Con l'intento di diffondere la cultura filosofica ai più ampi livelli della società si pubblicano gratuitamente tesi di laurea, articoli, recensioni e notizie. Dopo l'enorme successo dei primi cinque anni di attività, nel 2007 viene fondata l'Associazione culturale "Il Mondo di Sofia" sotto il patrocinio dello stesso Jostein Gaarder che ne è anche primo socio onorario.

### Alcune citazioni
(Jostein Gaarder, Il mondo di Sofia)
(Jostein Gaarder, Il mondo di Sofia)
(Jostein Gaarder, Il mondo di Sofia)
(Jostein Gaarder, Il mondo di Sofia)

## Edizioni
- Jostein Gaarder, Il mondo di Sofia. Romanzo sulla storia della filosofia, traduzione di Margherita Podestà Heir, Collana La Gaja Scienza, Longanesi, 1994,  p. 552, ISBN 88-304-1230-9. - Milano, TEA, 2017.

## Nella cultura di massa
Nel 1999 è stata realizzata anche una versione cinematografica, Il mondo di Sophie. Il film è stato trasmesso in Australia sotto forma di miniserie in otto parti. Esiste anche un videogioco per PC CD-ROM prodotto da Learn Technologies nel 1998.